# Chełmiec

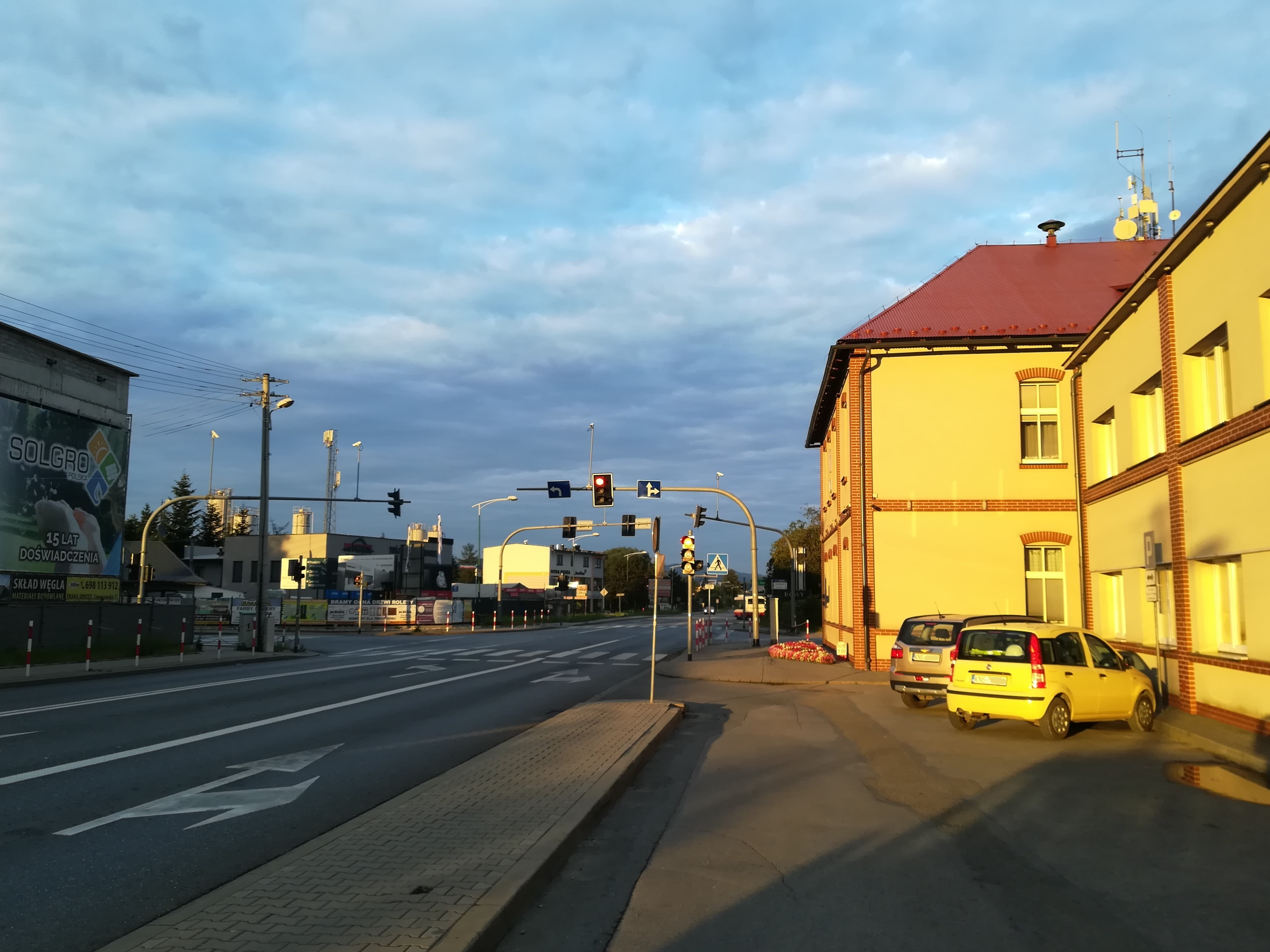
Centrum miejscowości

Chełmiec (do 29 maja 1953 – Chełmiec Polski) – wieś w Polsce położona w województwie małopolskim, w powiecie nowosądeckim, w gminie Chełmiec, której jest siedzibą.

## Położenie
Wieś leży w Kotlinie Sądeckiej, na lewym brzegu Dunajca, przy drodze krajowej nr 28. Działają w niej firmy budowlane, handlowe i transportowe. Mieści się tu także placówka straży gminnej, zespół szkół, ośrodek zdrowia i biblioteka publiczna.

## Infrastruktura
W Chełmcu znajdują się liczne obiekty sportowe:
- kryta pływalnia – Aqua Centrum Chełmiec[7],
- hala sportowa,
- boisko „Orlik”,
- zadaszone lodowisko zamieniane w okresie letnim na rolkowisko[8],
- Skatepark,
- miasteczko rowerowe.

Zgodnie z przyjętym Gminnym Programem Rewitalizacji w miejscowości planowana jest budowa obserwatorium astronomicznego na dachu budynku zespołu szkół, rozbudowa Aqua Centrum Chełmiec o nową część rekreacyjną oraz budowa parku zieleni i nowych parkingów.

## Historia i zabytki
Chełmiec był jedną z wsi, którą w 1257 roku Bolesław V Wstydliwy oddał swojej żonie Kindze. Ta owdowiawszy, w roku 1280 ufundowała starosądecki klasztor Klarysek, ofiarowując na jego utrzymanie wszystkie swe folwarki na Sądecczyźnie. Wieś duchowna, własność klasztoru klarysek w Starym Sączu, położona była w drugiej połowie XVI wieku w powiecie sądeckim województwa krakowskiego. W 1579 roku ksieni starosądecka oddała Spytkowi Jordanowi wieś Chełmiec w dożywotnią dzierżawę, a ten z kolei odstąpił ją Sebastianowi z Lubomierza.
W 1772 w wyniku I rozbioru Polski Chełmiec znalazł się pod władzą austriacką. W XIX wieku część Chełmca została skolonizowana przez sprowadzonych tu osadników niemieckich, co spowodowało podział wsi na Chełmiec Polski i Chełmiec Niemiecki. Po kasacji starosądeckiego zakonu w roku 1782 Chełmiec przeszedł w ręce rodziny Wittingów i należał do niej do roku 1945. W końcu XIX wieku Chełmiec Polski i Niemiecki liczyły odpowiednio 752 i 279 mieszkańców.
Chełmiec Polski i Chełmiec Niemiecki stanowiły odrębne miejscowości i gminy jednostkowe w powiecie nowosądeckim; w 1921 roku liczyły odpowiednio 1119 i 373 mieszkańców. 1 sierpnia 1934 oba Chełmce weszły w skład nowo utworzonej zbiorowej gminy Chełmiec Polski w powiecie nowosądeckim w województwie krakowskim. 15 września 1934 Chełmiec Polski i Chełmiec Niemiecki utworzyły wspólną gromadę (sołectwo) o nazwie Chełmiec w gminie Chełmiec Polski.
W okresie II wojny światowej w Chełmcu istniał obóz pracy przymusowej. 29 maja 1953 zmieniono nazwę Chełmca Polskiego na Chełmiec
W latach 1975–1998 miejscowość administracyjnie należała do województwa nowosądeckiego.
2 lutego 1977 znaczną część Chełmca włączono do Nowego Sącza.
5 września 2016 roku, na XXI sesji Rady Gminy, radni pozytywnie odnieśli się do nadania miejscowości Chełmiec statusu miasta. Rozporządzeniem Rady Ministrów z dnia 24 lipca 2017 r. ustalono, że Chełmiec uzyska status miasta z dniem 1 stycznia 2018 r., po czym datę tę przesunięto na 1 stycznia 2019 r., a następnie na 1 stycznia 2020 r., by ostatecznie pod koniec 2019 r. zrezygnować z nadawania miejscowości praw miejskich.
We wsi znajdowały się ruiny XIX-wiecznego dworu Wittigów, zostały jednak rozebrane. W jego miejscu planowane jest powstanie centrum kulturalno-rekreacyjnego wraz z amfiteatrem.

## Zabytki
Obiekt wpisany do rejestru zabytków nieruchomych województwa małopolskiego.
- Cmentarzysko.

## Kontrowersje w sprawie nadania statusu miasta (2017–2020)
Rada Gminy w Chełmcu uchwałą XXI/405/2016, w oparciu o wcześniej przeprowadzone konsultacje, wyraziła pozytywną opinię w sprawie nadania statusu miasta miejscowości Chełmiec. 21 lutego 2017 wniosek o zmianę statusu miejscowości Chełmiec został podpisany przez Przewodniczącego Rady Gminy Chełmiec Józefa Zygmunta. Rozporządzeniem Rady Ministrów z 24 lipca 2017 Chełmiec miał uzyskać status miasta z dniem 1 stycznia 2018. Jednak w grudniu 2017, 7 chełmieckich radnych z liczby 21 radnych, zakwestionowała rzetelność przeprowadzenia konsultacji społecznych. Na skutek interwencji tych radnych, Rada Ministrów zmieniła zdanie, publikując 6 grudnia projekt zmieniający rozporządzenie z dnia 24 lipca 2017 r, odraczając nadanie statusu miasta Chełmcowi o jeden rok (tzn. do 1 stycznia 2019), co z kolei miało pozwolić wszystkim zainteresowanym na ponowną analizę zasadności tej regulacji, w tym rzetelne skonsultowanie jej z mieszkańcami. Mimo buntu przyszłego burmistrza Chełmca, Bernarda Stawiarskiego (zarzucającego MSWiA „działanie po cichu i w pełnej konspiracji” oraz łamanie Konstytucji), odroczenie daty zatwierdzono Rozporządzeniem Rady Ministrów z dnia 27 grudnia 2017, wchodzącym w życie 31 grudnia 2017. 27 stycznia radni zdecydowali, że sprawa Chełmca trafi do Trybunału Konstytucyjnego. Sprawa rzekomo źle przeprowadzonych konsultacji była rozpatrywana w prokuraturze – żaden organ nie wydał negatywnej opinii na temat tych konsultacji. W związku z tym, podczas sesji gminnego samorządu 26 czerwca 2018 radni podjęli decyzję o podtrzymaniu w całości wniosku i opinii lokalnego samorządu w sprawie przekształcenia wsi w miasto. Oznacza to też, że nowe konsultacje nie będą przeprowadzane. Ostatecznie trzynastu radnych poparło wniosek, a ośmiu zagłosowało przeciw, dzięki czemu uchwała została przyjęta. 12 grudnia 2018 MSWiA wydało projekt zmieniający rozporządzenie z 24 lipca 2017 przez usunięcie z listy przyszłych miast Chełmca, dodanego do niej rozporządzeniem z 30 grudnia 2017, a mającym wejść w życie 1 stycznia 2019 (a więc praktycznie unieważniając zmiany wprowadzone rozporządzeniem z 30 grudnia 2017). Przyczyną zmiany zdania były: a) brak przeprowadzenia ponownych konsultacji z mieszkańcami w sprawie nadania statusu miasta Chełmcowi, których pierwsza edycja (w 2017) została zakwestionowana przez część radnych gminy jako nierzetelna, a co z kolei stało się powodem odroczenia nadania statusu miasta Chełmcowi o rok (z 1 stycznia 2018 na 1 stycznia 2019); b) kolejne pismo radnych gminy Chełmiec do MSWiA wnioskujące o uchylenie przepisów dotyczących nadania statusu miasta Chełmcowi z powodu nierzetelnych konsultacji w 2017; c) Sąd Rejonowy w Nowym Sączu (II Wydział Karny) uchylił postanowienie o odmowie wszczęcia śledztwa w sprawie niedopełnienia obowiązków wójta i przewodniczącego rady gminy Chełmiec w trakcie konsultacji społecznych oraz w sprawie poświadczenia nieprawdy przez tych samych co do okoliczności mających znaczenie prawne w dokumentach dotyczących zarówno konsultacji jak i wniosku o nadanie statusu miasta. Żaden z konsultowanych resortów rządowych nie wniósł zastrzeżeń co do projektu rozporządzenia z 12 grudnia 2018. Ostatecznie MSWiA powiadomiło 28 grudnia 2018, że z dniem 1 stycznia 2019 w Polsce przybędzie 10 nowych miast, wśród których nie znalazł się Chełmiec. W kolejnej wersji rozporządzenia korygującego, nadanie statusu miasta Chełmcowi zostało odroczone o kolejny rok, do 1 stycznia 2020, natomiast pod koniec 2019 r. ukazało się kolejne rozporządzenie korygujące, którym zrezygnowano z nadawania miejscowości statusu miasta. 20 stycznia radni z gminy Chełmiec ponownie dyskutowali na temat praw miejskich i możliwości odwołania się do Trybunału Konstytucyjnego w sprawie odwołania decyzji o przyznaniu sołectwu statusu miasta.